# Flabelligena cirrata
Flabelligena cirrata är en ringmaskart som först beskrevs av Hartman och Fauchald 1971.  Flabelligena cirrata ingår i släktet Flabelligena och familjen Acrocirridae. Inga underarter finns listade i Catalogue of Life.